# Klášter Milevsko
Milevský klášter je premonstrátský klášter na severovýchodním okraji města Milevsko v okrese Písek. Byl založen mezi lety 1184 a 1187, jedná se tak o nejstarší klášter na jihu Čech. Založil jej Jiří z Milevska. Na jeho výstavbě se podílel i budoucí opat Jarloch se svými řeholníky. Čtyři roky po jeho založení klášter vyhořel. V době husitských válek byl klášter vypleněn. Tehdejší opat kláštera veškeré cennosti ukryl na hradě Příběnice, ale po dobytí Příběnic došlo ke zničení i těchto cenností. Celý areál milevského kláštera, stejně jako klášterní bazilika Navštívení Panny Marie a hřbitovní kostel sv. Jiljí jsou zapsány na seznamu kulturních památek píseckého okresu.

## Historie
Klášter založil mezi lety 1184 až 1187 pán Jiří z Milevska. Na výstavbě kláštera se podílel i budoucí první opat milevského kláštera Jarloch se svými řeholníky.
V roce 1191 klášter vyhořel, byl ale opět obnoven. K jeho vysvěcení došlo 1. října 1201. Opat Jarloch zemřel v Milevsku roku 1228 a byl zde pohřben. Později sídlilo v klášteře až 30 řeholníků, kteří se kromě duchovní správy věnovali i hospodářským činnostem, pěstovali víno, obilí, chmel. Když byl 23. dubna 1420 klášter přepaden husity, bylo Jarlochovo tělo odneseno řeholníky na Zvíkov a tam pohřbeno na neznámém místě. Část řeholníků odešla do toužimského proboštství, které klášteru patřilo. V době husitských válek byl klášter zpustošen. Tehdejší opat kláštera veškeré cennosti odvezl na hrad Příběnice, ale po dobytí tohoto hradu došlo i ke zničení ukrytých cenností.
V 15. století jej vlastnili Rožmberkové, po nich Švamberkové. Kryštof I. ze Švamberka klášter v 16. století prodal pánům z Hodějova. Za jejich působení byl klášter částečně opravován, byla obnovena hráz rybníka, byly vytvořeny nové příkopy a hradby. Zvláštní péče byla věnována důkladnějším zpevněním hrází rybníka. Po Bílé Hoře byl pánům z Hodějova zkonfiskován majetek, včetně Milevského kláštera. Klášter byl zpustošený a okolní vesnice opuštěné a podle slov kronikáře v Milevsku vše zelo chudobou, bídou a lidským pláčem. V roce 1622 z iniciativy opata Strahovského kláštera Kašpar z Questenberka podařilo získat císařské rozhodnutí, aby byl klášter přidělen premonstrátskému klášteru na Strahově. Opět začala další snaha o znovuobnovení původní slávy kláštera. V době církevních reforem císaře Josefa II. se museli premonstráti vrátit do Prahy, avšak nakonec se jim podařilo zajistit, aby byl klášter opět přidělen ke klášteru Strahovskému; nemalou měrou se o to přičinil opat Strahovského kláštera Václav Josef Mayer v roce 1786.
Hlavní branou z roku 1885 se vstoupí na klášterní nádvoří. Uprostřed prostranství nádvoří se nachází kašna z roku 1855, která původně stávala na hlavním milevském náměstí a do kláštera byla přenesena v roce 2008. Po pravé straně vchodu na první nádvoří je budova bývalé latinské školy. Jednalo se o nejstarší školu v kraji, která se připomíná již v roce 1543.
Dnes se v dolní části nachází kavárna a v prvním patře ve velkém sále se pořádají přednášky a výstavy, v druhé místnosti je trvalá expozice barokní knihovny, s knihami zapůjčenými ze Strahova.

### Program záchrany architektonického dědictví
V rámci Programu záchrany architektonického dědictví bylo v letech 1995–2014 na opravu kláštera čerpáno 5 900 000 Kč.
| rok    | 1995  | 1996  | 1997  | 1998  | 1999  |
| ------ | ----- | ----- | ----- | ----- | ----- |
| částka | 1 000 | 1 000 | 1 300 | 1 500 | 1 100 |

## Bazilika Navštívení Panny Marie

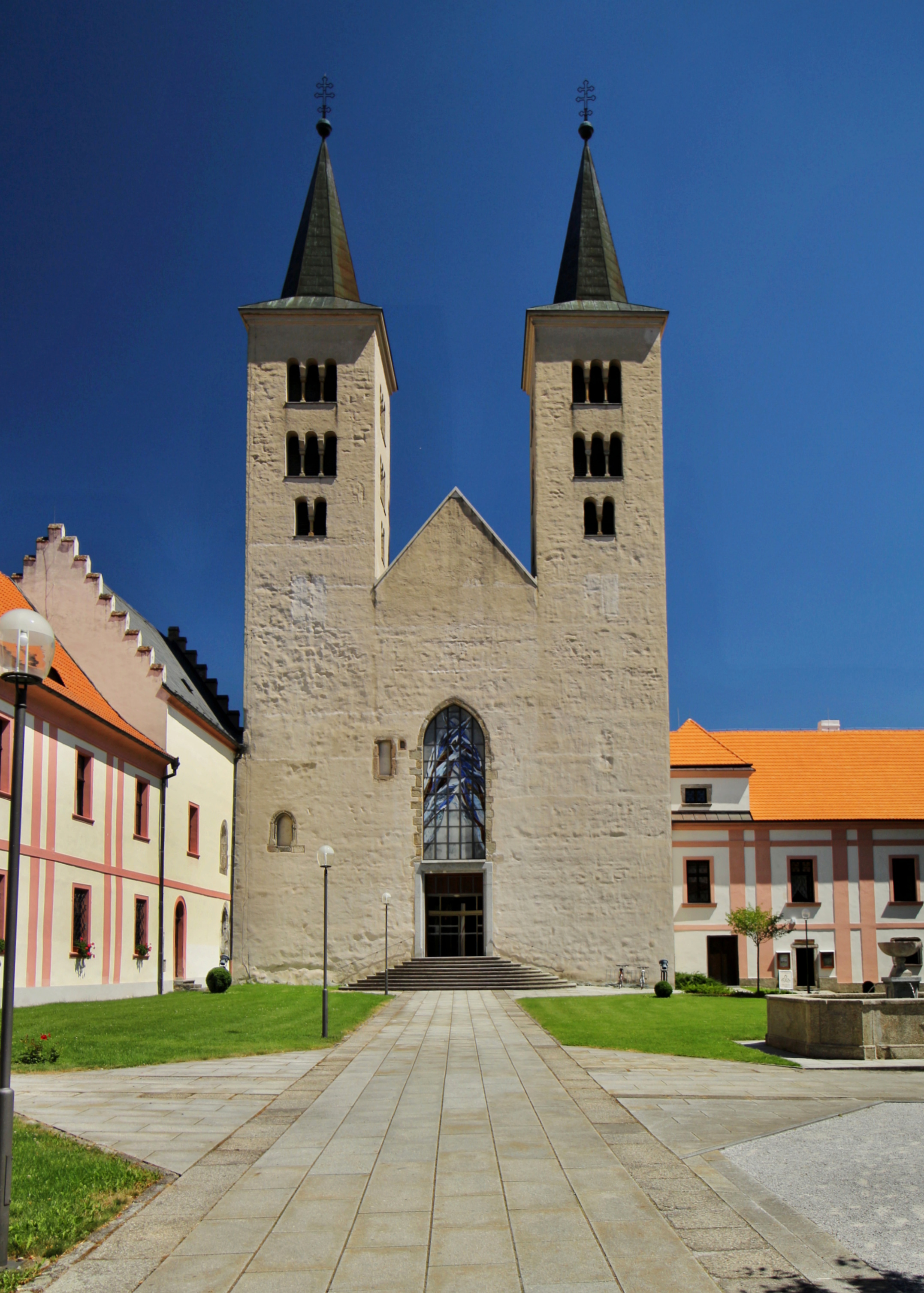
Bazilika Navštívení Panny Marie

Dnešní štíhlá silueta průčelí klášterní baziliky Navštívení Panny Marie se dvěma výraznými věžemi byl původně nevelký románský kostel z roku 1187, založený v době vzniku kláštera; velká část stavby chrámu byla provedena za opata Jarlocha. Ve 13. století byl raně goticky přestavěn se zachovaným románským vstupem, přičemž vstupní brána a hradební zeď jsou zbytky někdejšího opevnění. Další přestavba v 19. století dala kostelu novorománskou podobu. Nyní je po celkové rekonstrukci.
Jižní strana baziliky je organicky napojena na budovy starého klášterního konventu. Jsou též novorománské, stejně tak budova sakristie a části ambitů. Konvent má uzavřený čtvercový tvar, uprostřed bývala rajská zahrada. V jeho areálu bývaly vystaveny archeologické nálezy z města, kláštera a dobová platidla. Budovy děkanství, konvent, oltáře, obrazy a i hrobky byly za husitských bouří poškozeny.
Na druhém klášterním nádvoří býval pivovar, cukrovar a hospodářské budovy. Pivovar byl postavený roku 1691 opatem Vítem Seipelem místo již zaniklého původního pivovaru. Pivovar fungoval do roku 1907, kdy byl zrušen. Opat Seipel také dostavěl hospodářské budovy.

## Kostel sv. Jiljí

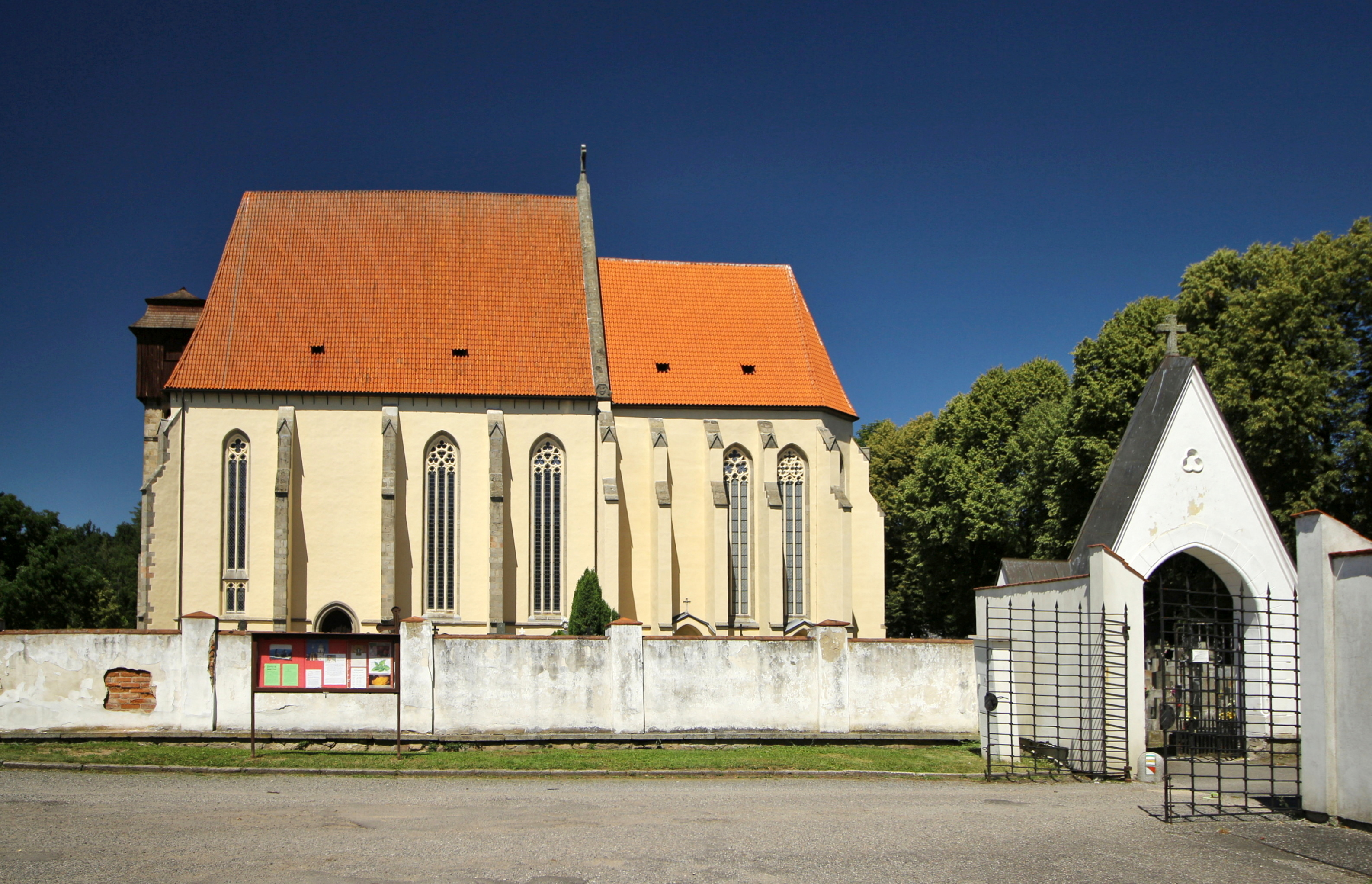
Hřbitovní kostel svatého Jiljí v roce 2018

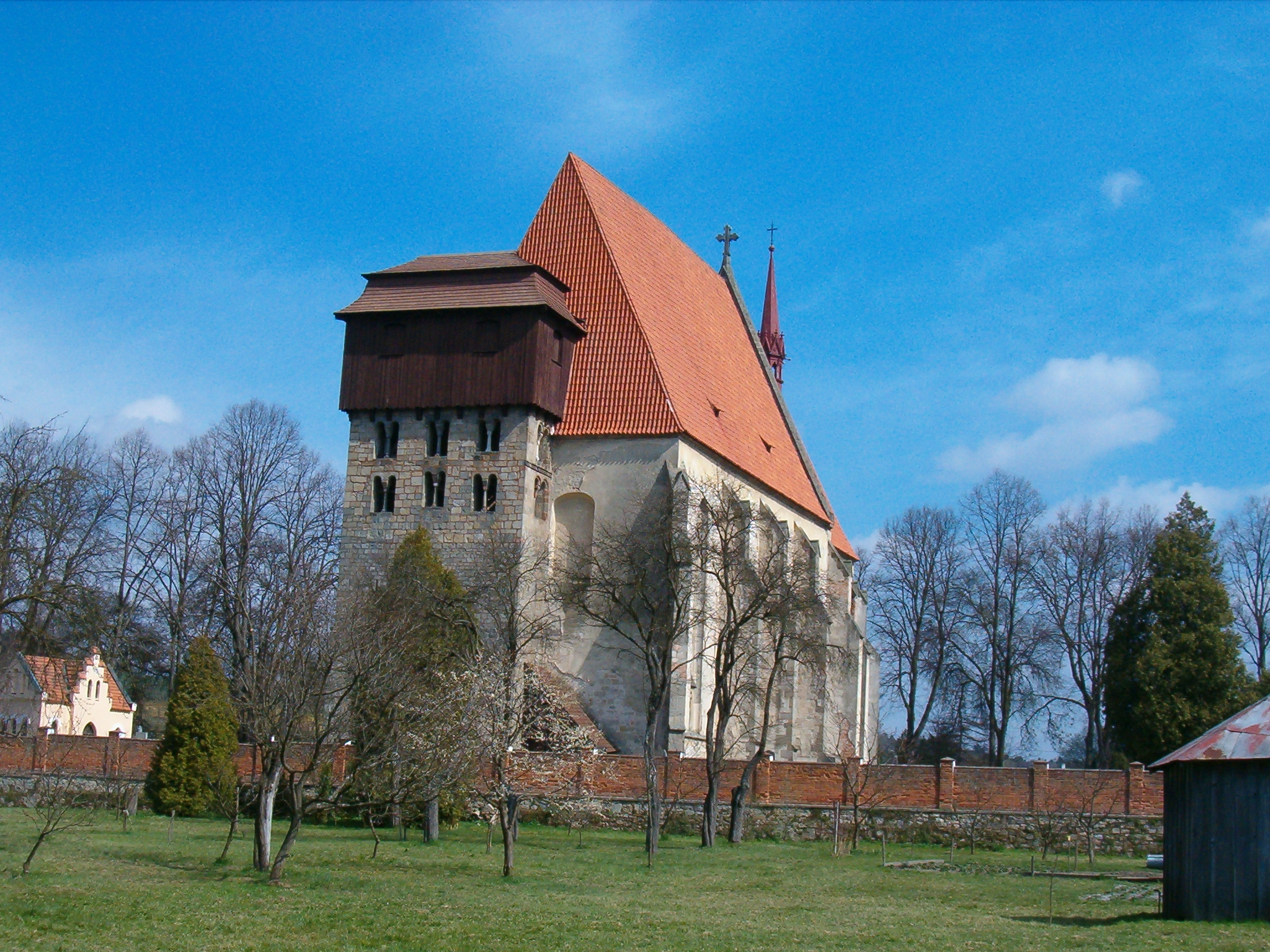
Kostel sv. Jiljí s románskou věží

Původně románský kostel svatého Jiljí stojící uprostřed současného hřbitova, dle archeologických výzkumů pochází z poslední třetiny 12. století. Od svého vzniku do založení kláštera sloužil jako vlastnický kostel Jiřího z Milevska. Na počátku 15. století byl goticky přestavěn s architektonicky cennou síťová klenba tzv. milevského typu, který se stal vzorem při výstavbě kostela svatého Víta v Českém Krumlově. Z původní románské stavby je zvenku patrná pouze věž ze žulových kvádrů s dřevěnou střechou napojená ke kostelu na západní straně. Po založení zdejšího kláštera začal kostel sv. Jiljí plnit funkci farního kostela, zatímco chrám Panny Marie v klášterním areálu sloužil potřebám řeholníků. V roce 1785 byla funkce farního kostela přenesena do chrámu Panny Marie a kostel sv. Jiljí postupně chátral; až do roku 1883 byl uzavřen a o jeho obnovu se přičinil strahovský opat Zikmund Antonín Starý.
Okolo kostela se nachází hřbitov; ten se svého posledního rozšíření dočkal roku 1899, kdy byl i nově vysvěcen. Od osmdesátých let 20. století kostel sv. Jiljí slouží jako smuteční síň.

### Nález relikvie hřebu z Kristova kříže
Na jaře 2020 objevili archeologové v mohutné kvádrové severní zdi kostela chodbu s rozšířenou místností na východním konci; podle interpretace jde o tajnou chodbu s trezorem. Nalezli v něm trosky vzácného zlaceného relikviáře s údajným hřebem z Kristova kříže. Původ datuje radiokarbonové datování u dubového dřeva do let 260–416. Zbytky modřínového dřeva, datované do let 1290–1394, naznačují, že relikvie mohla být ukryta před husitskými válkami.
Rozpětí let dané radiokarbonovým datováním není v rozporu s legendou o nalezení Kristova Kříže (i s hřeby) svatou Helenou Konstantinopoloskou (255–330) v letech 326–328.

## Současný řeholní život
V současné době i nadále spadá Milevský klášter pod správu Královské kanonie premonstrátů v Praze na Strahově. Žijí zde tři bratří, kteří spravují 9 farností (11 kostelů) pastoračního obvodu Milevsko (dvě farnosti – Milevsko a Sepekov jsou inkorporované (pod patronací strahovského kláštera). Jejich hlavní náplní je:
- společný život a společná modlitba
- služba farnostem v okolí kláštera
- duchovní a kulturní centrum
- doprovázení na cestě víry
- svátostná služba, biblické hodiny, katecheze, společenství
- zázemí pro duchovní obnovu a odpočinek

## Nabídka služeb v Milevském klášteře
Prohlídka s průvodcem, dva okruhy:
1. Sakrální stavby – bazilika Navštívení Panny Marie, opatská kaple, rajská zahrada a kostel sv. Jiljí
2. Ze života bratří premonstrátů – barokní prelatura (4 pokoje a kaple opata) a latinská škola s knihovnou